# Neunkirchen (Bernkastel-Wittlich)
Neunkirchen è un comune di 131 abitanti della Renania-Palatinato, in Germania.
Appartiene al circondario (Landkreis) di Bernkastel-Wittlich (targa WIL) ed è parte della comunità amministrativa (Verbandsgemeinde) di Thalfang am Erbeskopf.